# 和栗卓也
和栗 卓也（わぐりたくや - 1960年2月20日）は、東京都出身のシンガーソングライター。1994年日本コロムビアよりデビュー。

## エピソード
- 小学6年生の時にビートルズを聴き、音楽に目覚める[要出典]。影響を受けたアーティストは、ボビー・コールドウェル、エア・プレイ、デビッド・フォスター等[1]。
- 14歳の頃にバンドを結成[要出典]。ドラムとボーカルを担当した[要出典]。同時にギターを弾きながらのソロ活動を始める[要出典]。17歳からはピアノを弾き始める[要出典]。
- 1993年には山本まゆり原作のMBコミックス「霊能者・緒方克己」シリーズのサウンドトラック「悪霊のいる教室」に参加。2曲の作曲と3曲（うち2曲は自作曲）の歌唱を担当[2]。
- 1994年6月21日、シングル「心閉じて泣かないで」でデビュー[1]。同年10月1日には2枚目のシングル「KISSのあとのためいき」を発売[1]。この曲は毎日放送・TBS系「たけし・所のドラキュラが狙ってる」のオープニングテーマとなった[要出典]。また、同日には1stアルバム「思い出がせつない夜に」も発売した[1]。このアルバムにはサザンオールスターズの松田弘も参加し、話題となった[要出典]。
- アルバムを発売し、ライブやメディア出演などの活動を本格化させようとした矢先、病気になり、活動を断念した[要出典]。
- デビュー当時より、その声を活かしてナレーション活動も行っている[要出典]。代表作として、SPEEDが出演した資生堂「ティセラ」やチバビジョンのCMナレーション等がある[1]。
- 2005年に川島佑介名義でシングル「あの日の君へ」をリリース、再デビューを果たす[3]。この曲はクラシックの名曲「威風堂々」をカバーした楽曲。テレビ東京「ウルトラヒロイン」のエンディングテーマとなった[要出典]。
- 同年、キャラメルボックスの公演「スケッチブック・ボイジャー」の楽曲「FLY!」に参加（川島佑介名義）。2008年には東急ハンズのクリスマスBGMにエコロジカルアーツ協会のアーティストとして参加。オリジナルCDを制作し、全国の東急ハンズにて1000名にプレゼントされた[4]。
- 近年では、オフコースのトリビュートバンド「CALL」を結成。ボーカル＆キーボードとしてライブ活動をしている。
- 2013年2月6日に配信限定ミニアルバム「限りない想いを」を発売。また同年1月24日にはデビューアルバム「思い出がせつない夜に」がオンデマンドCDとして日本コロムビアから発売された。同年9月4日には配信限定ミニアルバム第2弾「この世界のどこかに」を発売。
- 2014年6月21日、デビュー20周年を記念したライブ「TAKING OFF TONIGHT」を二子玉川KIWAにて開催。同日に20周年記念アルバム「Air Of River」をリリース。
- 2024年3月14日、オフィシャルウェブサイト「WAGURI TAKUYA」を開設。
- 2024年3月17日、avexよりミニアルバム「限りない想いを」、「この世界のどこかに」を再配信リリース
- 2024年6月21日、avexよりアルバム「Air Of River」を配信リリース。
- 2024年9月1日、YOUTUBE公式チャンネルを開設。
- 2024年9月24日、デビュー30周年記念二曲入りアルバム「青 -AO-」を配信リリース。
- 2024年11月23日、7年ぶりとなるライブ活動を開始。

## ディスコグラフィー
シングル
1. 心閉じて泣かないで c/w めぐり来る夏へ（1994年6月21日、CODA-444）
2. KISSのあとのためいき c/w あなたがいたなら（1995年10月1日、CODA-488）
3. あの日の君へ c/w  Beautiful days、透明な世界で（2005年6月22日、TKCA-72877）
  - 川島佑介名義

アルバム
1. 思い出がせつない夜に（1995年10月01日、COCA-11981）
2. 思い出がせつない夜に（2013年1月24日、オンデマンドCD、CORR-10853）
3. Air Of River（2014年6月21日、ICCA-00001）

配信限定
1. 限りない想いを（2013年2月6日）
2. この世界のどこかに（2013年9月4日）
3. 青 -AO-（2024年9月24日）収録曲：青 -AO- / Filled with love